# پاورجه

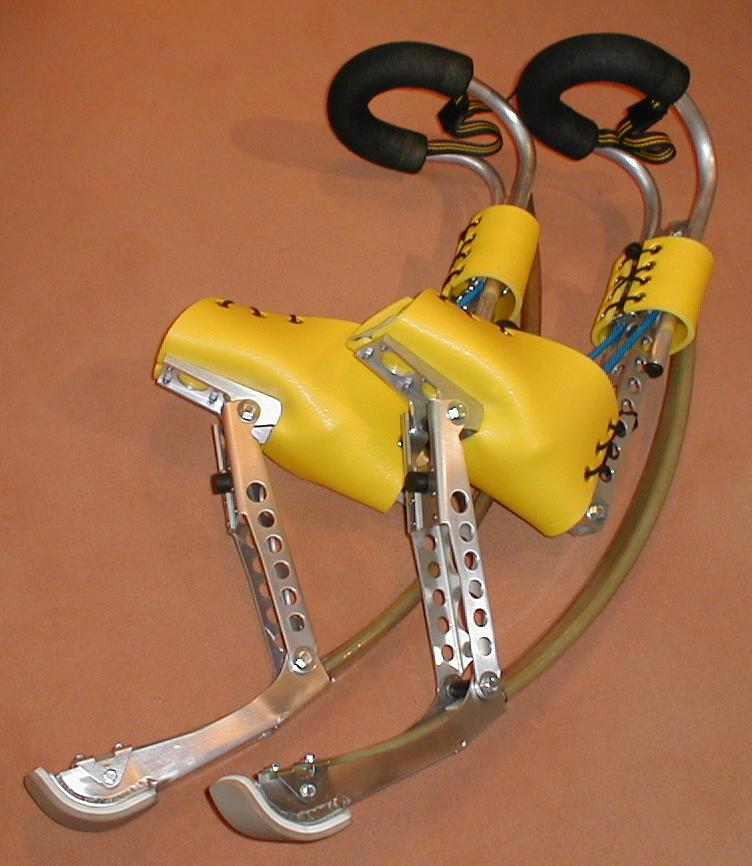
یک جفت پاورجه.

پاوَرجه وسیله‌ای تفریحی-ورزشی است دارای فنر و اهرم مهار و ساقبند که پاها را در آن قرار می‌دهند و با آن می‌توانند تا دو متر بپرند.